# Stazione di Roma Termini
La stazione di Roma Termini è la principale stazione ferroviaria della città di Roma, la maggiore d'Italia e la quinta in Europa, con un volume di traffico di circa 150 milioni di passeggeri all'anno e con 850 treni in transito al giorno. È l'unico scalo nel centro storico della città, in piazza dei Cinquecento, e deve il suo nome alle vicine terme di Diocleziano; con i suoi 32 binari, è la stazione più grande d'Italia.

## Storia

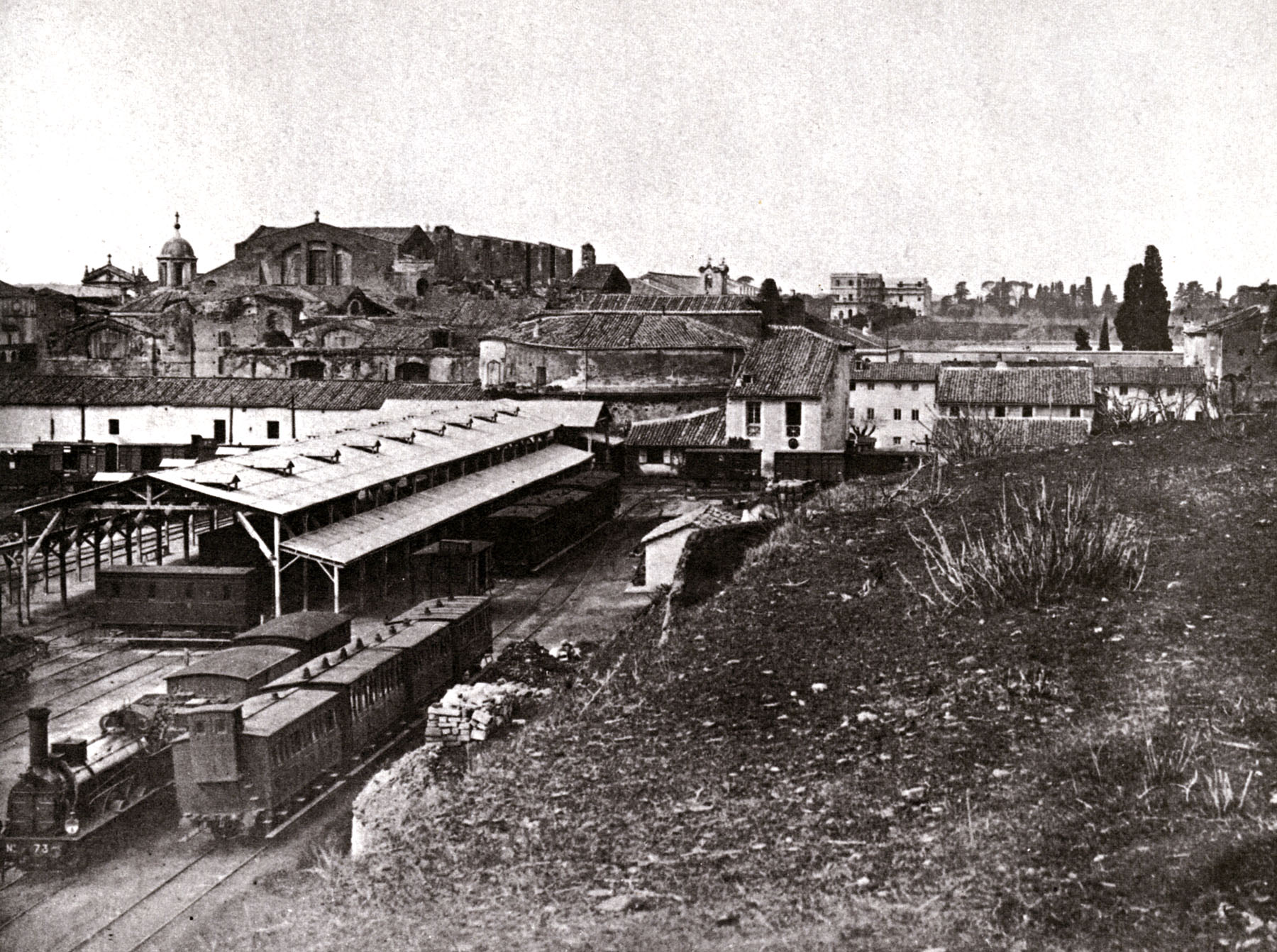
La Stazione Termini in una foto del 1868. La prima stazione si innestava direttamente nell'area detta "botteghe di Farfa".

Dopo l'apertura delle prime due linee ferroviarie dello Stato Pontificio, la Roma-Frascati nel 1856, che si attestava a ridosso delle Mura aureliane presso la stazione di Porta Maggiore e la Roma-Civitavecchia nel 1859, che aveva capolinea presso la stazione di Porta Portese ed essendo noti i progetti delle future Roma-Ceprano e Roma-Ancona, si pose il problema di dare un assetto più stabile al nodo ferroviario di Roma e, in particolare, di decidere se avere un'unica stazione centrale o una stazione per ciascuna linea.
Su pressione di monsignor de Mérode, che aveva interessi immobiliari nella zona della futura via Nazionale, prevalse la prima ipotesi e per la nuova stazione venne individuata l'area di Termini. Questa, situata sul colle dell'Esquilino nel rione Castro Pretorio, prende il nome dalle antiche terme di Diocleziano, situate sul lato opposto dell'attuale piazza dei Cinquecento. Nell'antichità l'area comprendeva fondi rurali di famiglie patrizie. Nel Cinquecento vi fu costruita la villa Montalto Peretti, di proprietà del cardinale Felice Peretti (futuro papa Sisto V), poi acquisita dalla famiglia Massimo, che la cedette allo Stato Pontificio al momento della realizzazione della stazione, e infine demolita.
La prima stazione fu edificata a partire dal 1862 ed aperta al pubblico il 25 febbraio 1863 con il nome di Stazione Centrale delle Ferrovie Romane, in concomitanza all'inaugurazione del collegamento ferroviario con Ceprano e quindi con Napoli. Il 2 luglio 1868 iniziarono i lavori preliminari della nuova stazione Termini con una cerimonia d'inaugurazione alla presenza di papa Pio IX fino al momento della scelta del progetto definitivo che avvenne nel 1869 sul progetto dell'architetto Salvatore Bianchi. Dopo la breccia di Porta Pia e l'annessione di Roma al Regno d'Italia, il neonato Comune di Roma decise per la prosecuzione del cantiere. A conclusione dei lavori si tenne l'inaugurazione parziale nel 1873 e quella definitiva nel 1874.
Seguendo lo schema standard di quell'epoca, la stazione era dotata di due fabbricati viaggiatori paralleli, uno per gli arrivi ed uno per le partenze, riuniti da una tettoia metallica centrale, simile a quella costruita poco prima a Parigi alla Gare de l'Est. Sotto la tettoia trovavano posto sei binari di testa, di cui due senza marciapiede. All'esterno della tettoia, a nord della stazione si trovavano lo scalo merci, il deposito locomotive e l'officina per la manutenzione delle carrozze. Tutti questi impianti furono in seguito spostati per consentire l'ampliamento del fascio di binari e la creazione di nuovi marciapiedi per il servizio viaggiatori.

Il fronte della stazione di Salvatore Bianchi (1873)

La facciata della vecchia stazione era di circa 200 m più avanzata rispetto ad oggi e copriva quindi quasi tutta l'attuale piazza dei Cinquecento. Nel 1883 venne installata l'illuminazione elettrica sotto le tettoie e nei locali interni della stazione. Nel 1935 la rete elettrica di alimentazione arrivò dal nord fino a Termini consentendo l'arrivo dei treni a trazione elettrica provenienti da Firenze.
Negli anni 1930 si decise infine di ammodernare il nodo ferroviario di Roma, in particolare costruendo la nuova stazione Termini, ampliata e adatta alle esigenze di un traffico ferroviario cresciuto a dismisura rispetto al secolo precedente. Nel 1939 venne quindi approvato il progetto definitivo di Angiolo Mazzoni per la realizzazione del nuovo impianto ferroviario. I lavori iniziarono con la demolizione dell'edificio del Bianchi e la realizzazione dei corpi di fabbrica laterali, ma nel 1943 furono interrotti a seguito del peggioramento della situazione bellica e della caduta del regime fascista.
Nei primi mesi del 1946 il progetto di Mazzoni fu accantonato, in quanto ritenuto inidoneo e obsoleto, soprattutto per via della facciata, sebbene nel 1943 il Mazzoni stesso avesse provveduto a modificare i disegni del 1938 eliminando ogni accenno alla monumentalità. Erano già stati realizzati gli impianti, le pensiline e i corpi di fabbrica laterali (con l'eccezione del padiglione reale). Il ministero dei Trasporti decise così di optare per una revisione generale del piano dell'opera (ad esempio la biglietteria e il ristorante, che avrebbero dovuto essere collocati nell'ala lungo via Giovanni Giolitti, furono previsti nell'atrio su piazza dei Cinquecento) e d'indire un concorso per un nuovo edificio frontale, posizionato cinquanta metri più avanti rispetto a quello del progetto mazzoniano al fine di permettere un allungamento dei binari. In occasione del concorso del 1947, il primo premio fu attribuito ex aequo agli architetti Leo Calini e Eugenio Montuori e al gruppo capeggiato da Annibale Vitellozzi comprendente Massimo Castellazzi, Vasco Fadigati e Achille Pintonello. La stazione fu così completata secondo la nuova versione, con la realizzazione dell'edificio frontale caratterizzato dalla ardita pensilina, considerata uno degli esempi più significativi dell'architettura italiana del Dopoguerra, e fu inaugurata il 20 dicembre 1950.

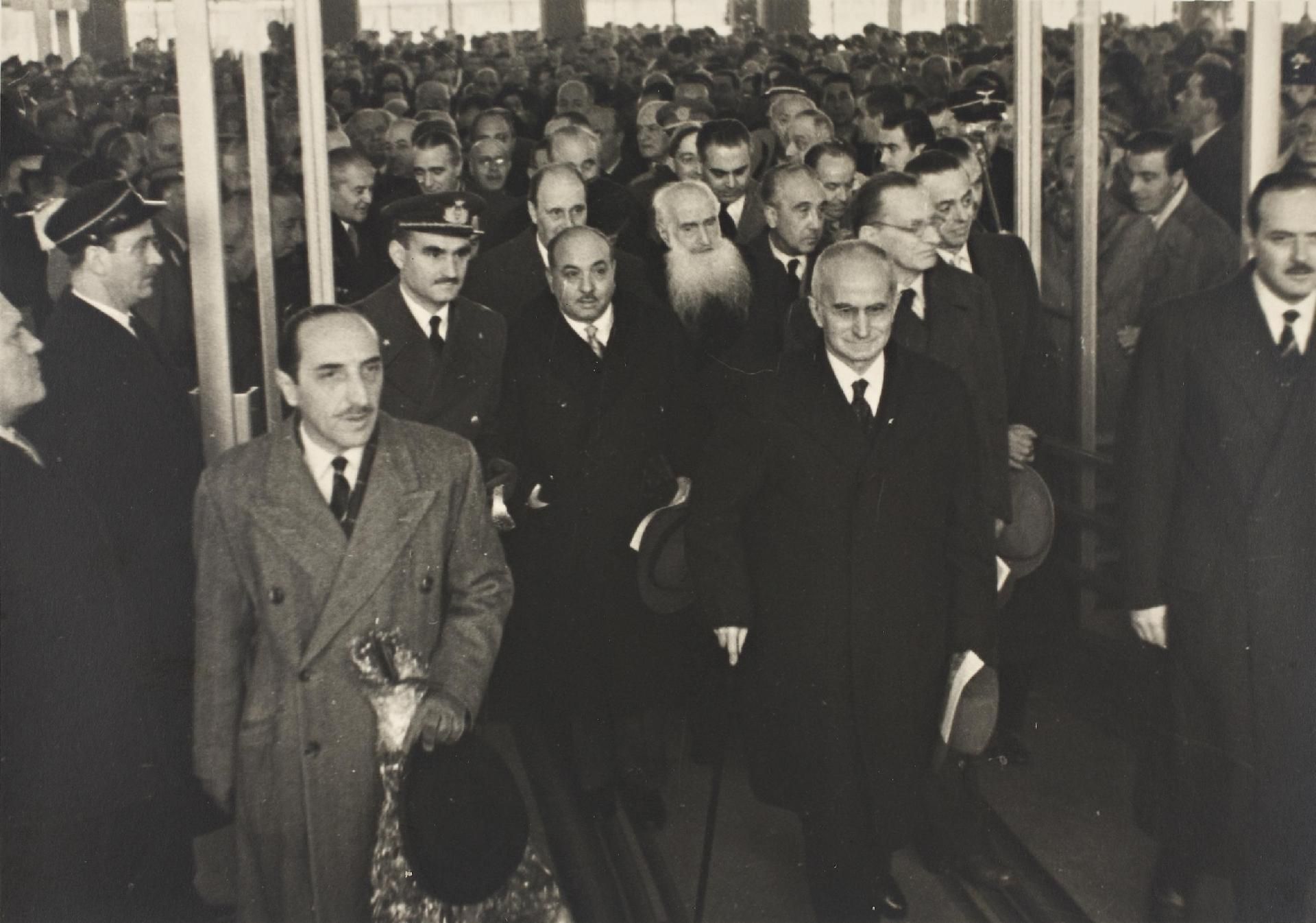
Inaugurazione della stazione il 20 dicembre 1950: il Presidente della Repubblica Luigi Einaudi, accompagnato dal Presidente del Consiglio Alcide De Gasperi e dal Ministro dei Trasporti Ludovico D'Aragona

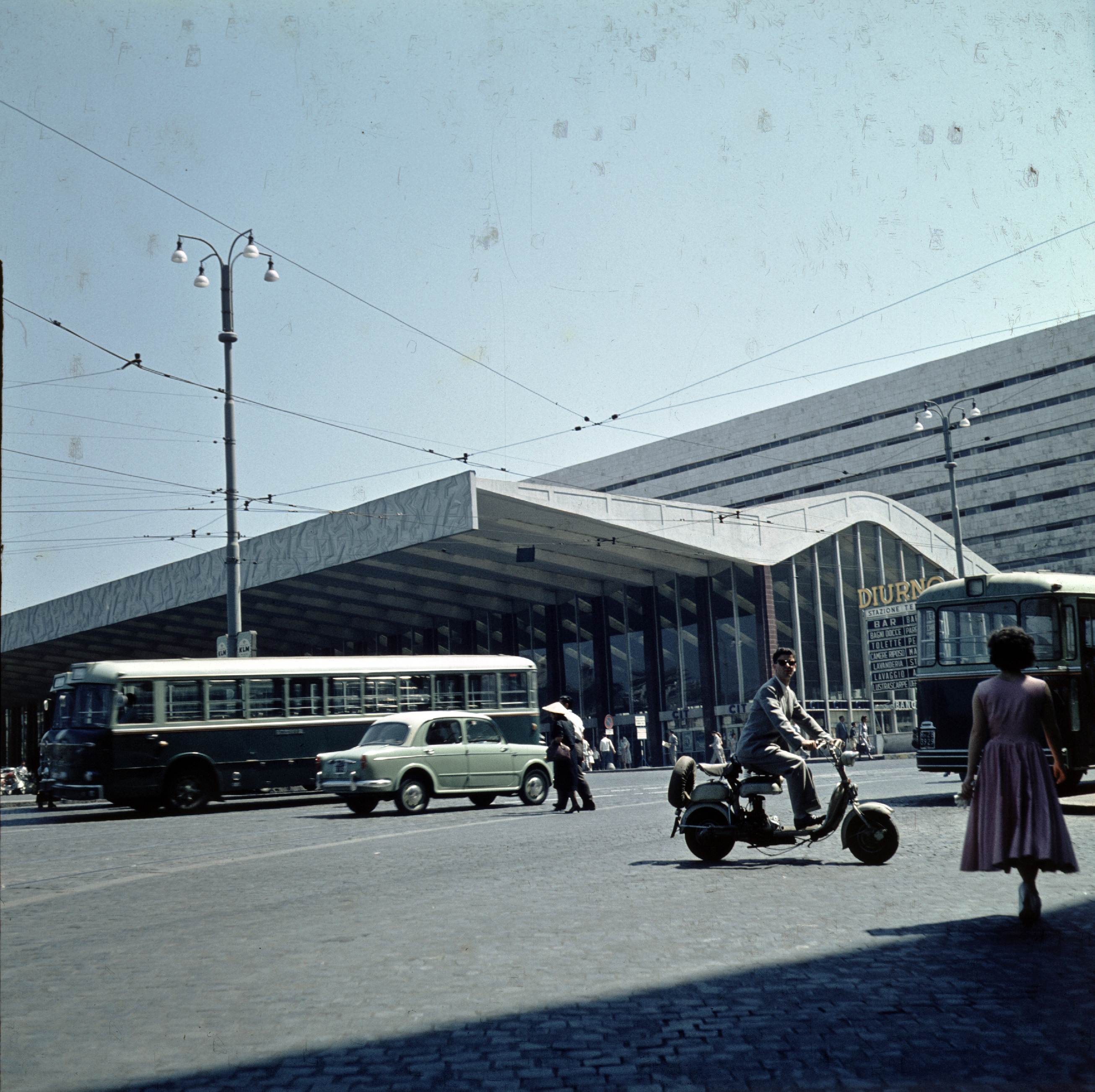
Stazione di Roma Termini (1958)

Il 9 febbraio 1955 diventa la prima stazione ferroviaria della Capitale ad avere l'interconnessione con la metropolitana.
La nuova stazione si caratterizza esteriormente per la lunga pensilina in cemento armato popolarmente chiamata "il dinosauro", che per un certo periodo di tempo ha conservato volutamente sul fronte le macchie di fumo di un incendio scoppiato al principio degli anni 1970, e per l'edificio degli uffici, la cui orizzontalità è accentuata dalle sottili finestre continue. All'interno è visibile il profilo delle antiche mura Serviane. Il fregio della stazione è il primo lavoro principale dello scultore ungherese Amerigo Tot. Sul piazzale antistante fu eretta la Lampada OSRAM, un lampione molto alto dotato di una lampada allo xeno dell'omonima azienda tedesca (della quale recava i cartelli pubblicitari) da 2500000 lumen di luminosità e 75 kW di potenza, all'epoca primato mondiale per una singola lampada. Rimasta in funzione fino agli anni ottanta, la struttura, per la sua immediata riconoscibilità, diventò un tipico punto d'incontro per romani e visitatori.
L'accesso ai treni avviene tramite la Galleria gommata (nome derivato dal pavimento di gomma originariamente steso), una strada pedonale trasversale che collega via Giolitti a via Marsala, dalla quale sono immediatamente raggiungibili tutti i principali servizi di stazione. Ristrutturata in occasione del Giubileo del 2000, la stazione è divenuta un importante punto di riferimento per turisti e cittadini romani, soprattutto grazie alla presenza di numerosi servizi quali il Forum Termini, un grande centro commerciale situato al piano terra e nel sottosuolo della stazione.

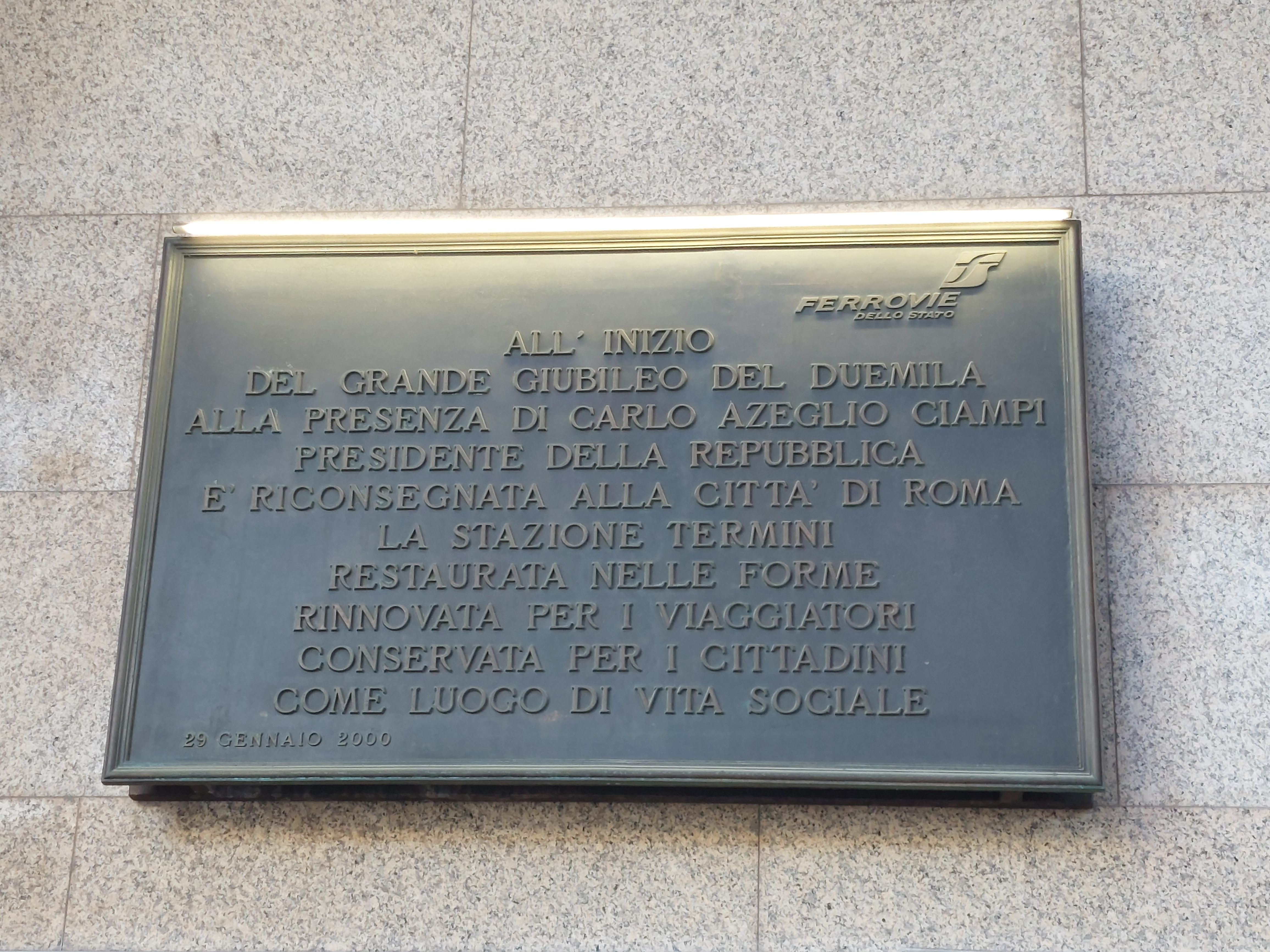
Targa in ricordo del grande rimodernamento della stazione in occasione del Giubileo del 2000

Il 23 dicembre 2006 con una cerimonia ufficiale la stazione Termini è stata dedicata a papa Giovanni Paolo II. Il 28 giugno 2016 fu inaugurata la Terrazza della Stazione, un'area commerciale di 3000 m², accessibile dalla Galleria Centrale e dal Forum con scale mobili e ascensori, pensata per accogliere i viaggiatori in attesa dei loro treni.
Nel 2021 è stato inaugurato il nuovo parcheggio a tre piani, collocato sopra i binari e capace di ospitare 1377 autovetture e 85 moto. Il parcheggio è ospitato all'interno della nuova piastra servizi, una galleria sopraelevata di 6000 m² destinata a vari servizi per i viaggiatori e costruita, a partire dal 2011, in corrispondenza della testata dei binari e ad una altezza di 2,3 metri. 

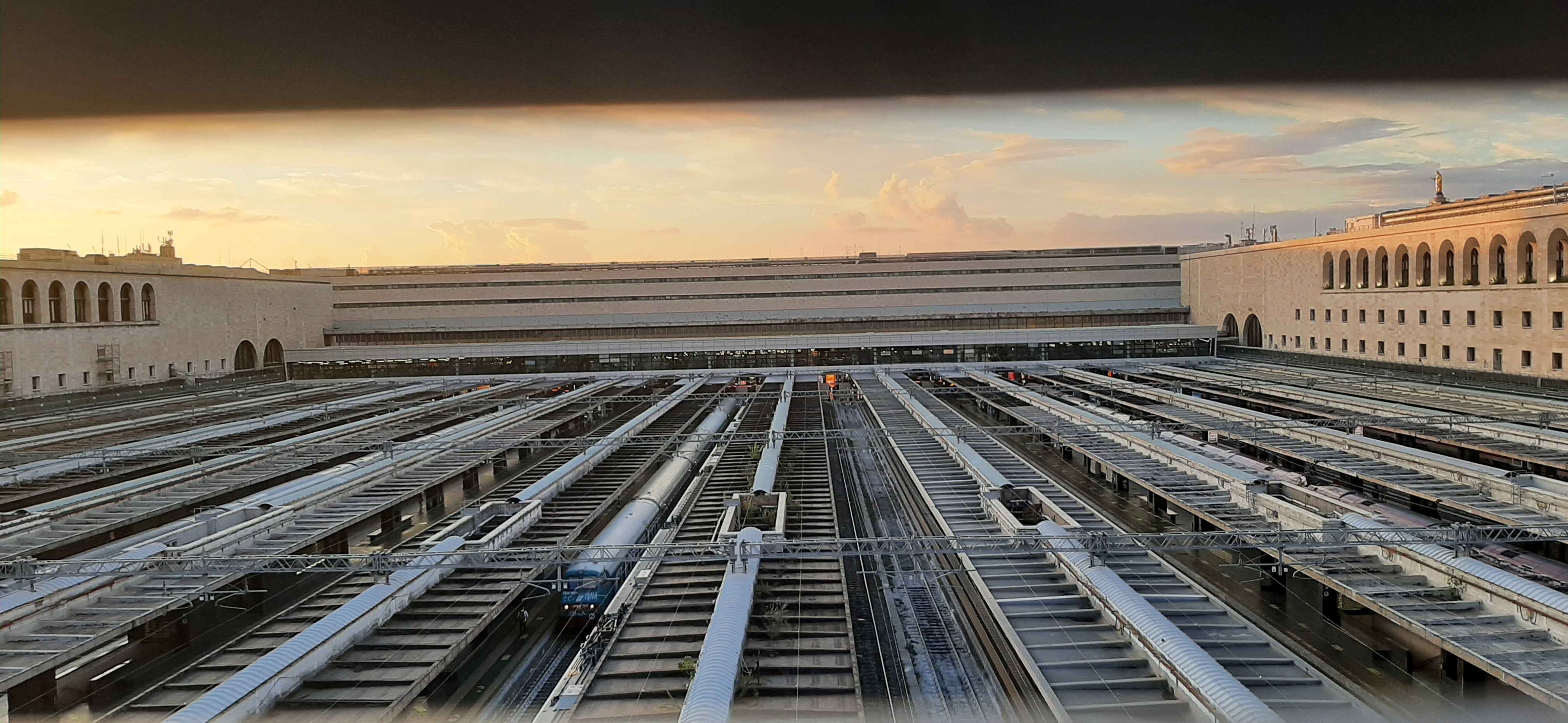
I binari dal nuovo parcheggio

La tecnica utilizzata per costruire il parcheggio fu quella del varo a spinta, solitamente utilizzata per la costruzione di ponti: le varie sezioni dei primi due livelli furono assemblate in loco e poi fatte scorrere con una cremagliera fino alla posizione definitiva. Questa modalità, mai utilizzata per la costruzione di un parcheggio sopra i binari di una stazione, fu scelta per minimizzare l'impatto dei lavori sull'operatività della stazione, dove quotidianamente effettuano servizio 850 treni.

## Strutture e impianti

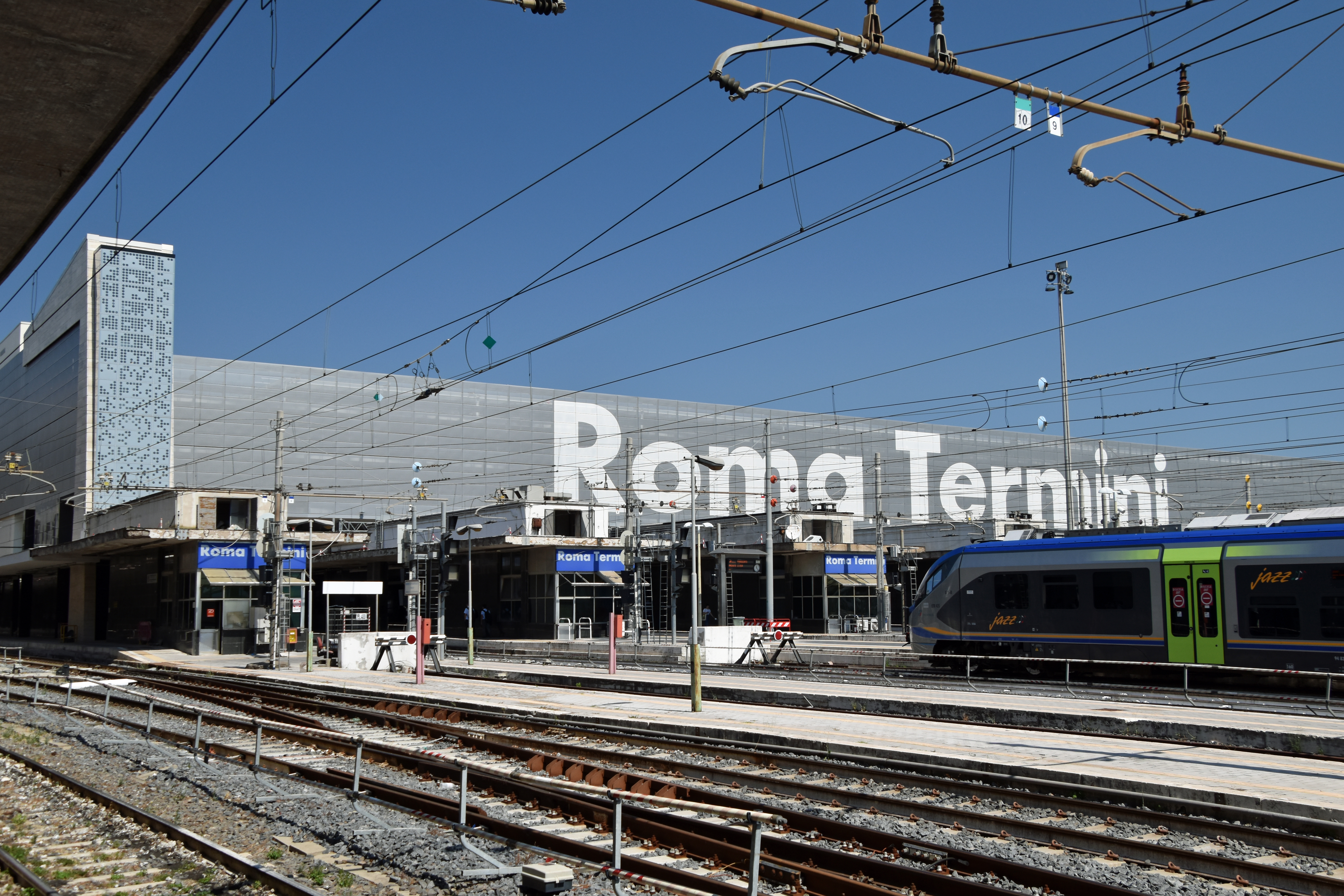
Vista dell’esterno della stazione e delle banchine nel 2022

La stazione, i cui impianti sono gestiti da Rete Ferroviaria Italiana, dispone di trentadue binari tronchi, ventidue dei quali raggiungono la galleria gommata. Due binari decentrati si trovano nel cosiddetto piazzale est, oltre la banchina del primo binario; i binari dal numero 25 al 29 (compresi) sono attestati al termine dell'ala Mazzoniana adiacente via Giolitti, nell'area comunemente conosciuta come ferrovie laziali, a circa quattrocento metri dalla galleria gommata.
Infine altri tre sono stati ricavati al termine delle banchine che raggiungono la suddetta galleria:
- binario 15 (oltre la banchina che divide il 14 dal 16);
- binario 18 (oltre la banchina che divide il 17 dal 19);
- binario 20bis (oltre la banchina che divide il 20 dal 21).

Dal 6 aprile 2013 sono stati leggermente arretrati i binari dal 19 al 24 (escluso il 20bis) per consentire i lavori di realizzazione della nuova galleria commerciale. Il 21 giugno 2014 l'area interessata dal cantiere è avanzata verso il lato di via Marsala, comportando l'arretramento dei binari compresi tra il numero 11 e il 17 e la chiusura di una scala di collegamento tra i piano dei binari e il piano interrato. 
La circolazione è regolata da un apparato centrale computerizzato, il primo e finora il maggiore installato in Italia, attivo dall'ottobre 1999. Prima, era attivo un apparato centrale elettrico a leve individuali, costituito da oltre 750 "maniglioni”, tramite i quali venivano formati gli itinerari di ingresso e di uscita dei treni. Il vecchio apparato era manovrato da più persone contemporaneamente, dirette a voce da un coordinatore situato su una pedana; dal 1999 la nuova sala che ospita l'interfaccia dell'ACC ha un'atmosfera ovattata ed è dominata da un enorme schermo che riporta in tempo reale l'occupazione dei binari e lo stato di tutti gli enti di stazione.

## Movimento
Termini è la più trafficata stazione ferroviaria d'Italia, e la quinta in Europa, con circa 850 treni e 480 000 passeggeri al giorno, per un totale di circa 175 milioni di viaggiatori all'anno.
A Termini si attestano sia servizi a lunga percorrenza (compresi i treni ad alta velocità per Firenze e Napoli) che regionali, questi ultimi svolti da Trenitalia e organizzati nelle relazioni suburbane denominate FL4, FL5. FL6, FL7 e FL8, oltre al Leonardo Express per il collegamento diretto con l'aeroporto di Roma-Fiumicino.

## Servizi
La gestione delle aree commerciali della stazione è affidata a Grandi Stazioni.
Per quanto riguarda i servizi rivolti alle persone a ridotta mobilità, quella di Roma Termini è una delle quattordici stazioni master nazionali e dunque ospita una "sala blu", luogo in cui opera personale specializzato per l'assistenza a tali utenti e in cui si organizza, si coordina e si sovrintende alla gestione dei servizi a loro rivolti. La stazione dispone inoltre di ascensori, che la rendono quindi accessibile ai portatori di disabilità e di scale mobili che collegano i vari livelli. Inoltre, l'area dedicata al traffico passeggeri, è dotata di un impianto di videosorveglianza e di altoparlanti per gli annunci sonori di arrivo e partenza treni.
- Biglietteria a sportello
- Biglietteria automatica
- Sala d'attesa
- Deposito bagagli con personale
- Servizi igienici
- Posto di Polizia ferroviaria
- Ufficio postale
- Bar
- Ristorante
- Supermercato
- Negozi

## Interscambi

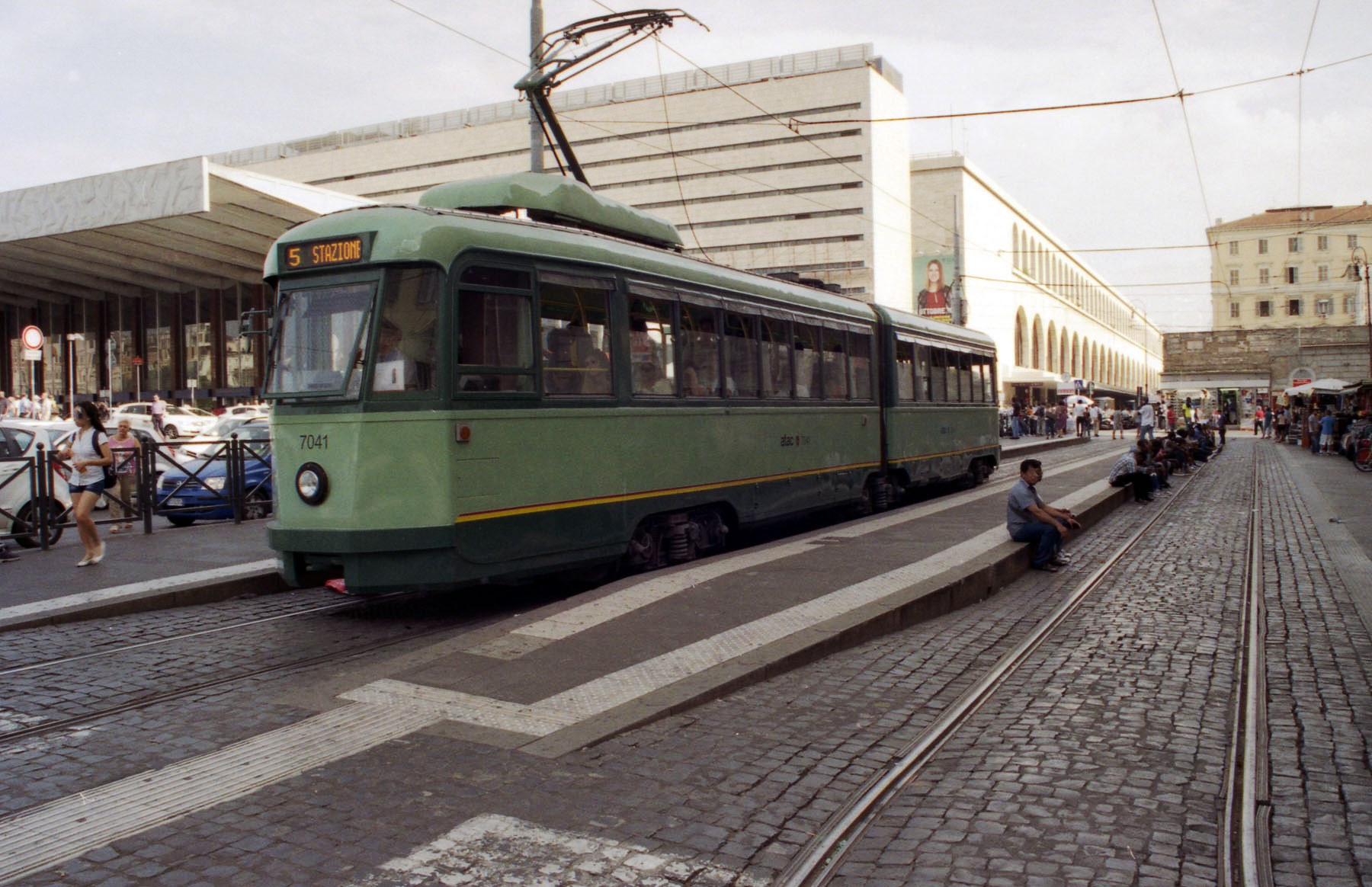
Capolinea tram ATAC, accanto alla stazione Termini (2015)

La stazione è servita da due linee della metropolitana (A e B), due linee di tram, un filobus e numerose linee di autobus urbani gestiti da ATAC; poco distante su via Giolitti sorge il capolinea della ferrovia Roma-Giardinetti. La stazione è inoltre collegata con gli aeroporti di Fiumicino e Ciampino tramite vari servizi di autobus navetta. Fino alla loro chiusura vi era il capolinea delle tranvie dei Castelli Romani.
- Stazione taxi
- Fermata autobus
- Stazione ferroviaria (Termini Laziali, ferrovia Roma-Giardinetti)
- Fermata metropolitana (Termini, linee A, B e B1)
- Fermata tram (Termini, linee 5 e 14)
- Fermata filobus (Termini, linea 90 express)

## Cronache
- Nel 1950 fu girata una scena del film Il cammino della speranza nella galleria ancora in costruzione, anche se praticamente ultimata.
- Nel 1953 Termini fu teatro delle riprese di un omonimo film, Stazione Termini, diretto da Vittorio De Sica, scritto da Truman Capote e Cesare Zavattini ed interpretato da Jennifer Jones, Montgomery Clift, Gino Cervi, con Paolo Stoppa in una particina anonima.
- Il film Ginger e Fred (1985) di Federico Fellini si apre e si chiude in una stazione Termini invasa da finti cartelloni pubblicitari e da un gigantesco zampone che reclamizza l'immaginaria ditta Lombardoni.
- Help Center: il 12 dicembre del 2002 è stato inaugurato presso la stazione di Roma Termini un progetto per l'orientamento e l'assistenza ai disagiati presenti nella stazione. È realizzato dalla cooperativa sociale di Roma Europe Consulting in partenariato con le Ferrovie dello Stato ed il Comune di Roma. Con la nascita dell'Help Center ed il consolidarsi delle azioni sociali a Roma Termini, prende forma già nel 2003 l'idea di mettere a sistema esperienze analoghe, presenti in altre stazioni italiane. Il progetto si concretizza nel 2005 quando, con un accordo quadro siglato tra Ferrovie dello Stato e ANCI (Associazione Nazionale Comuni Italiani), nasce l'ONDS - Osservatorio nazionale sul disagio e la solidarietà nelle stazioni italiane, di cui la cooperativa Europe Consulting assume il coordinamento nazionale. L'ONDS è una rete di Help Center nati per tentare di affrontare il fenomeno dell'emarginazione sociale e delle povertà estreme nelle aree ferroviarie italiane. Su iniziativa italiana, dal modello dell'ONDS si sviluppa nel 2008 la rete europea di imprese ferroviarie per il sociale "Gare Européenne et solidarité” di cui l'ONDS diviene parte attiva.
- Binario 95: dal maggio del 2006 è stata annessa all'attività dell'Help Center quella del centro polivalente per persone senza dimora "Binario 95”, in via Marsala 95. Il centro "Binario 95" nasce dall'esigenza di integrare l'attività dell'Help Center con un sistema più articolato di servizi, per contrastare il cronicizzarsi in stazione dell'emarginazione sociale e offrire un punto di riferimento e di aggregazione, avviando percorsi di recupero delle capacità relazionali, creative e di reinserimento sociale.
- Nel film Ocean's Twelve (2004) con Brad Pitt e George Clooney una scena si svolge nella stazione di Roma Termini. Anche se la stazione non è nominata si può leggere il nome su un vetro visto da dietro (e quindi leggibile al contrario) alle spalle di uno dei protagonisti.
- Il Mezzanino Giallo (2004) presente nell'ala Mazzoniana ha ospitato la prima edizione della rassegna cinematografica Sguardi al femminile e la 4ª ed. del premio cinematografico Etruria cinema 2005 organizzate dall'Associazione Culturale Mediterraneo.
- Il 23 dicembre 2006 la stazione è stata dedicata a papa Giovanni Paolo II. Alla presenza del sindaco della città Walter Veltroni, del segretario di Stato Vaticano cardinale Tarcisio Bertone e del presidente della CEI cardinale Camillo Ruini, sono state inaugurate due stele commemorative alte 12 m e realizzate dall'architetto Roberto Malfatto.
- Una statua di bronzo alta 4 metri dedicata a Giovanni Paolo II è stata inaugurata mercoledì 18 maggio 2011 a piazza dei Cinquecento, dinanzi alla stazione Termini di Roma. Ne dà notizia l'Osservatore Romano. La cerimonia, insieme a un concerto che si è tenuto nella serata presso l'auditorium della Conciliazione, è stato l'evento conclusivo delle celebrazioni romane per la beatificazione di Karol Wojtyła.

## Galleria d'immagini

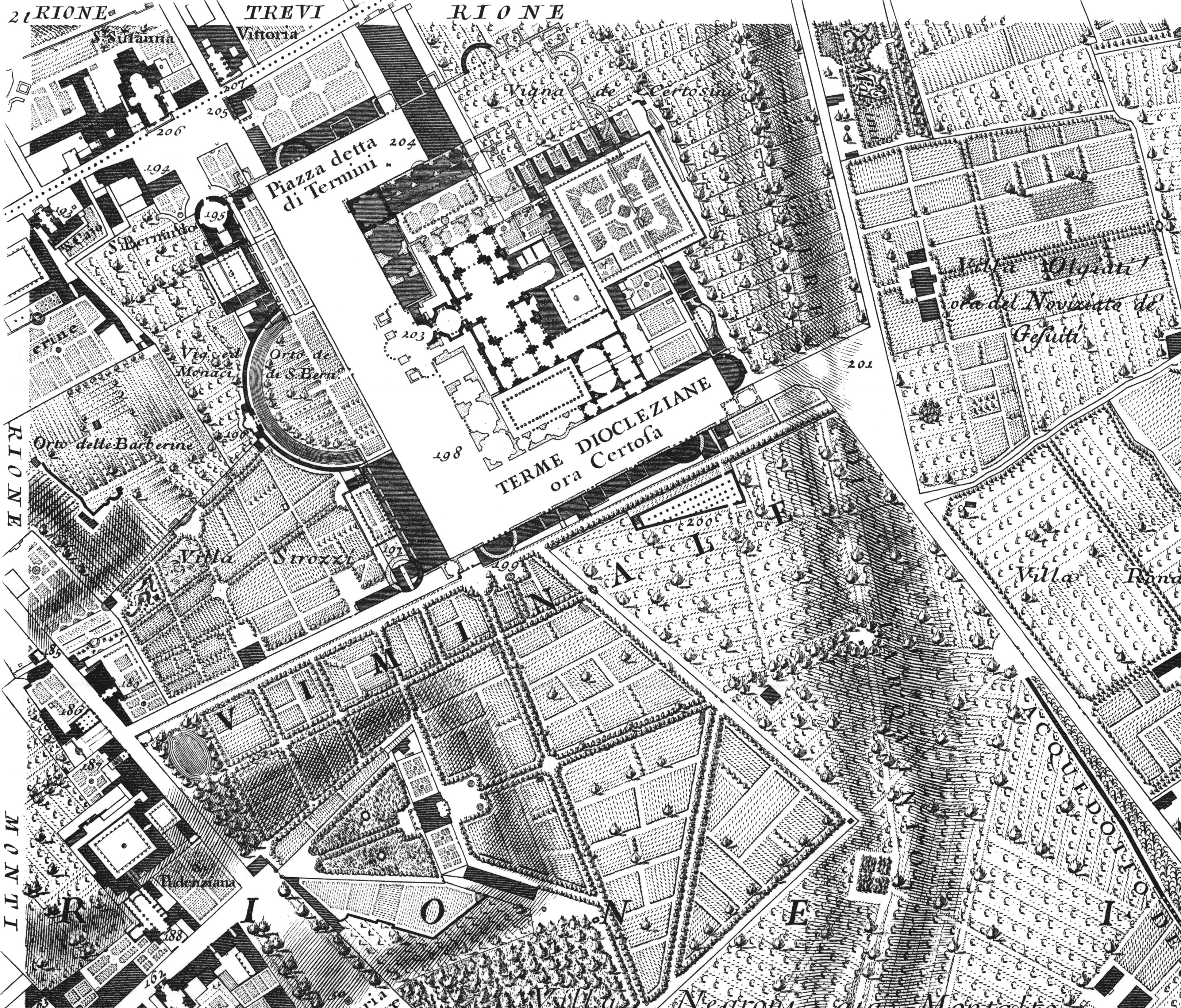
La zona delle terme di Diocleziano con la "piazza detta di Termini" al cui margine sorgerà la stazione (particolare dalla Nuova Pianta di Roma di Giovanni Battista Nolli, 1748)
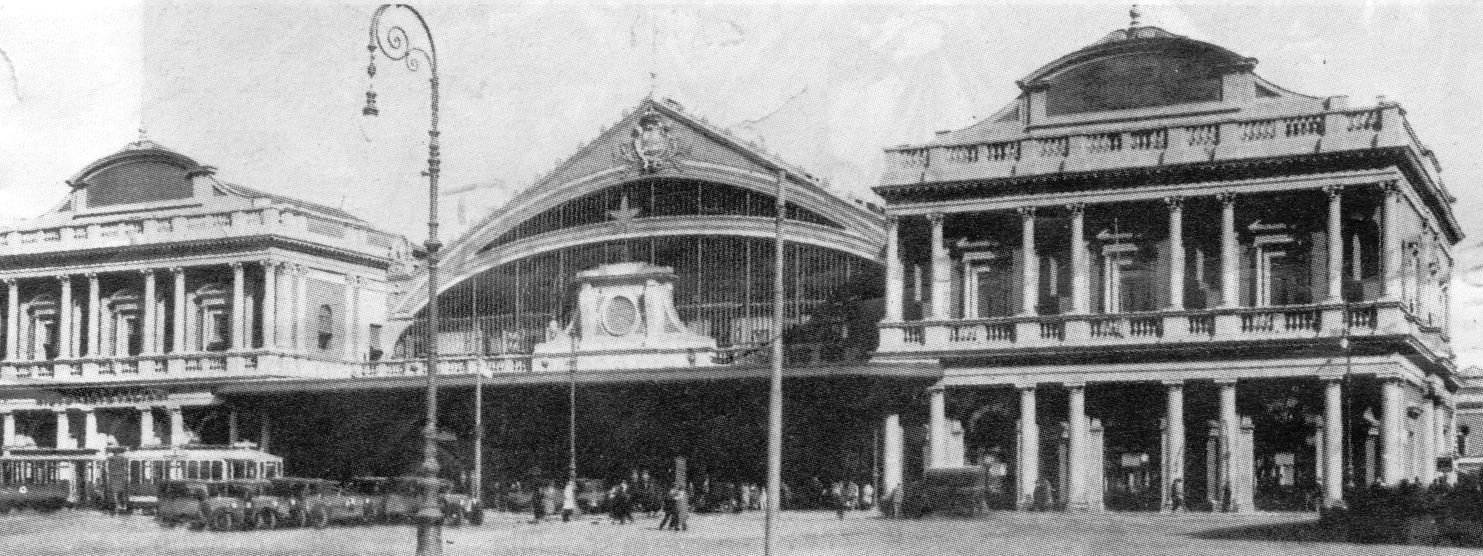
Prospetto dell'antica stazione Termini, prima della ricostruzione.
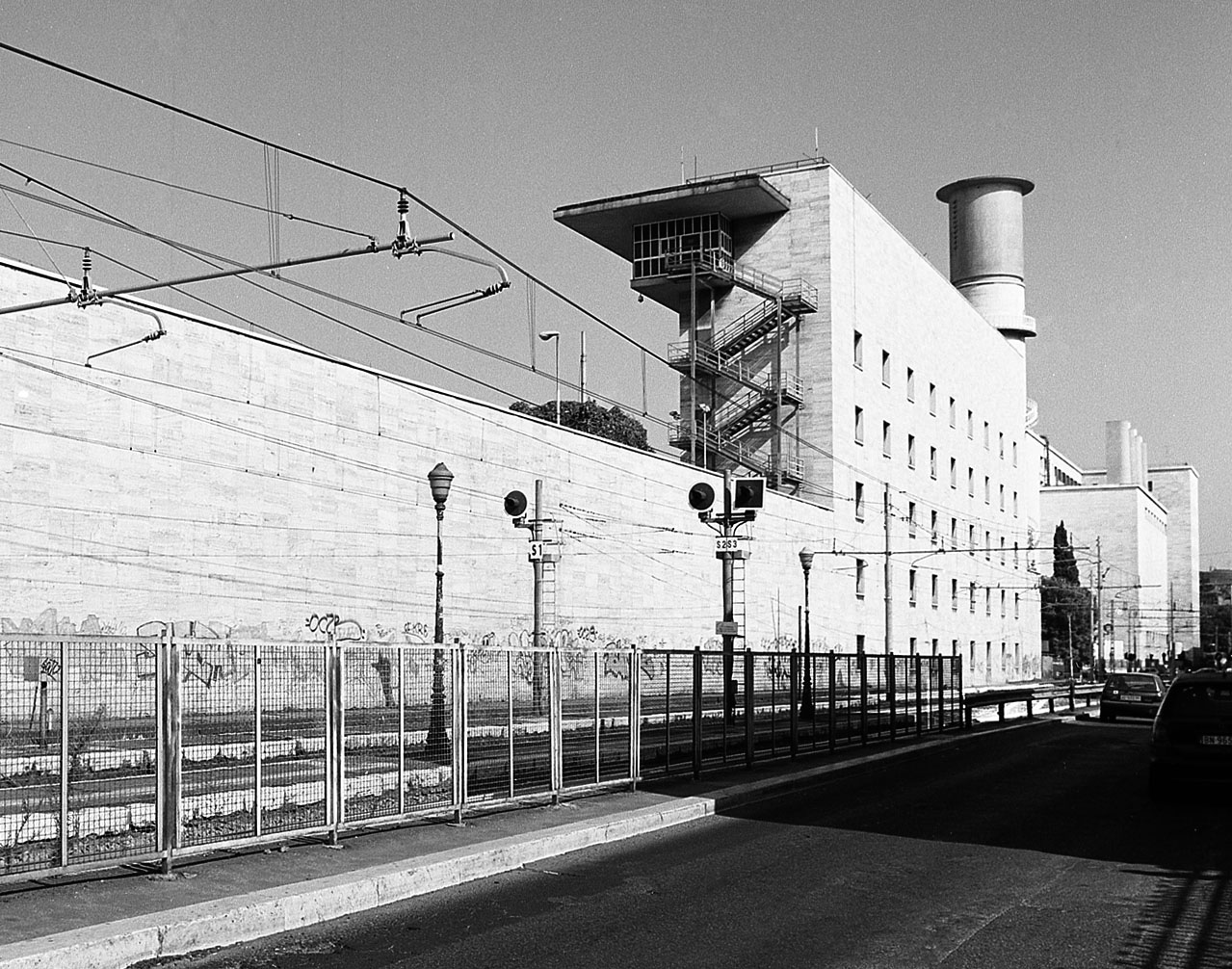
La stazione Termini lato via Giolitti progetto di Mazzoni del 1939
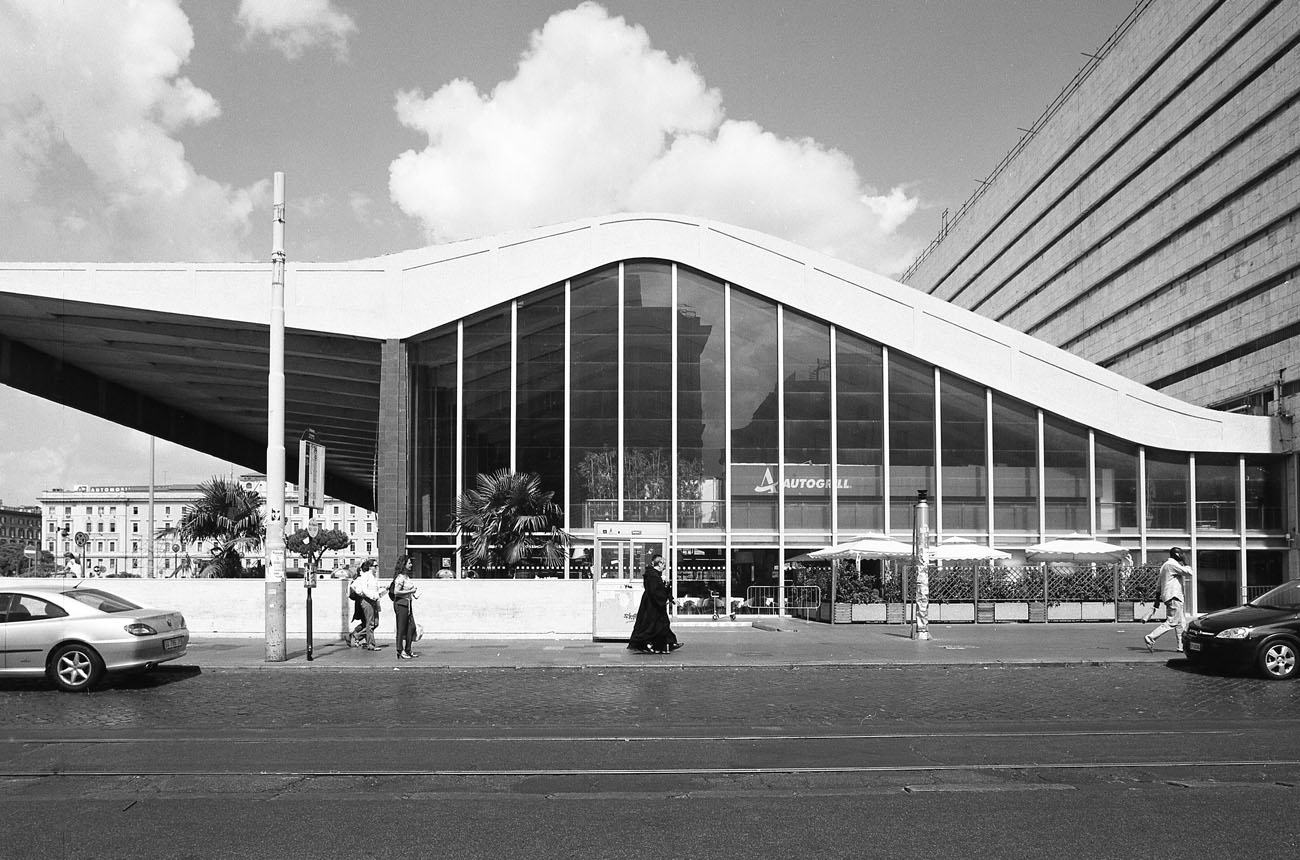
Particolare della pensilina
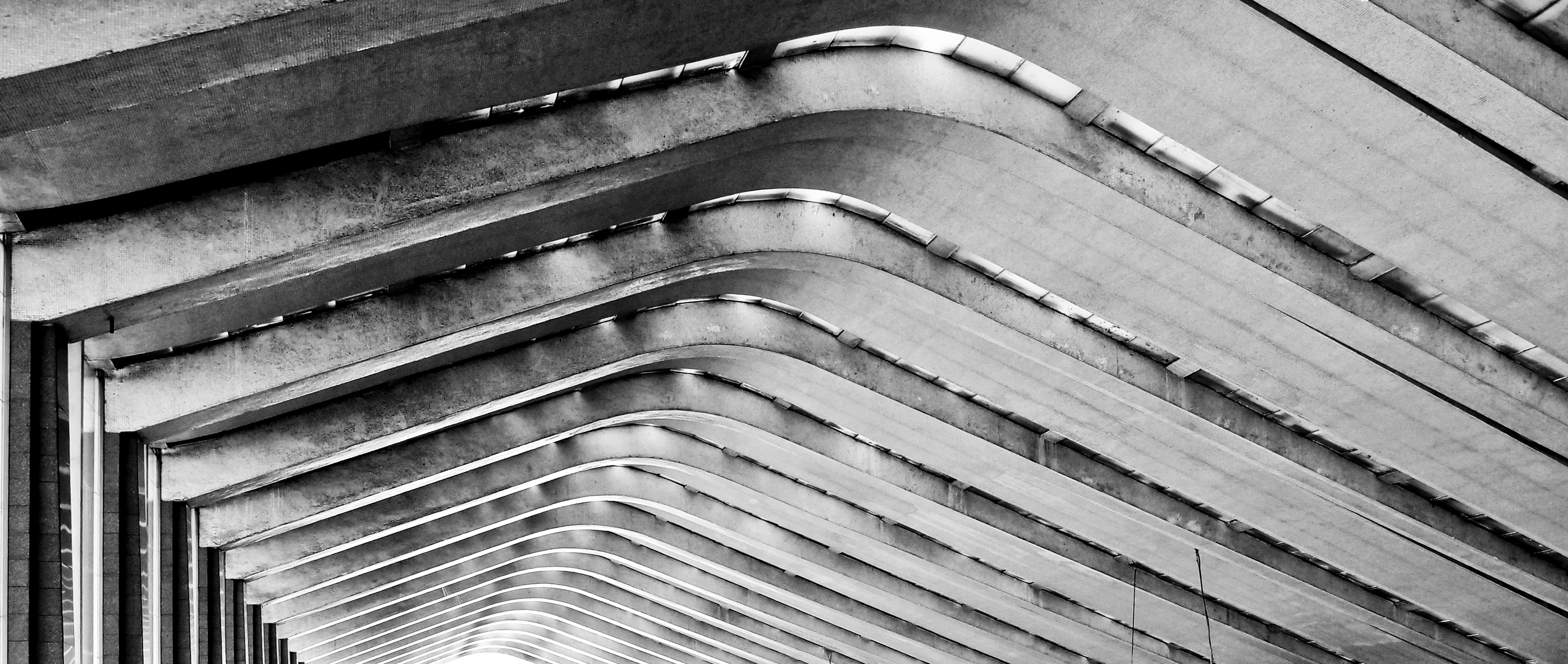
Dettaglio della costruzione nella sala dei viaggiatori, 2012
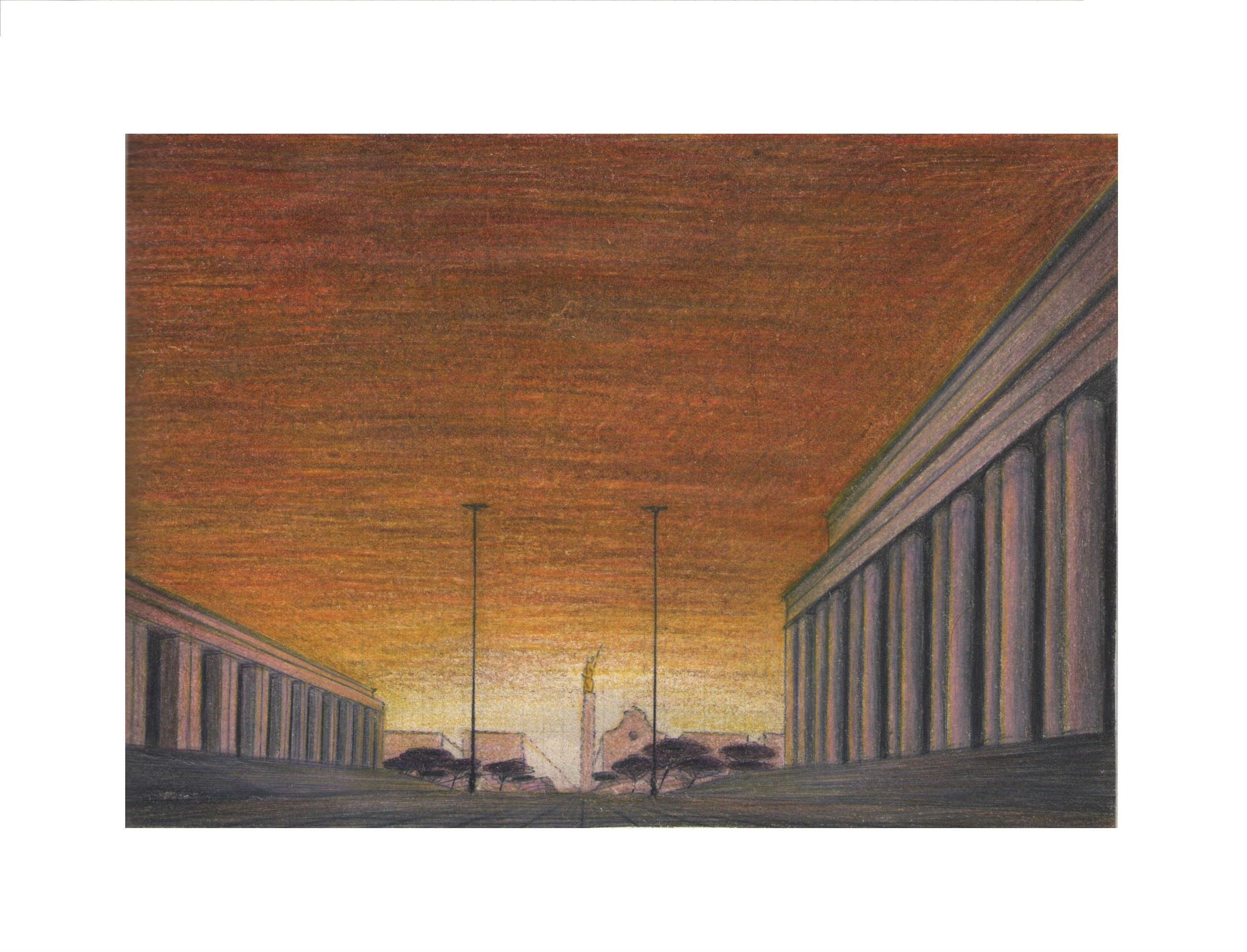
Arnaldo Dell'Ira - Piazza dei Cinquecento. Progetto degli anni '30 del XX secolo
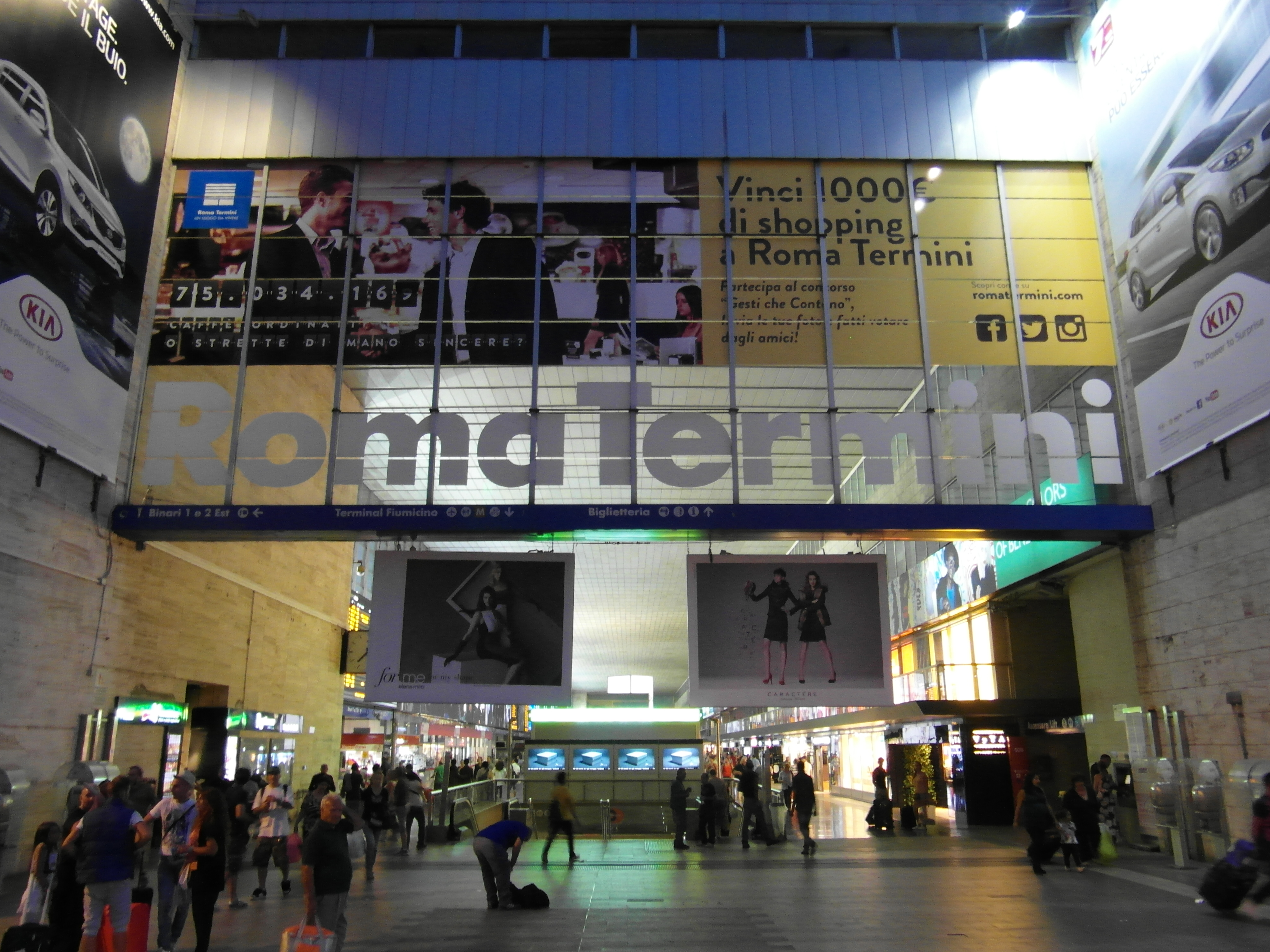
Ingresso della galleria da via Giolitti
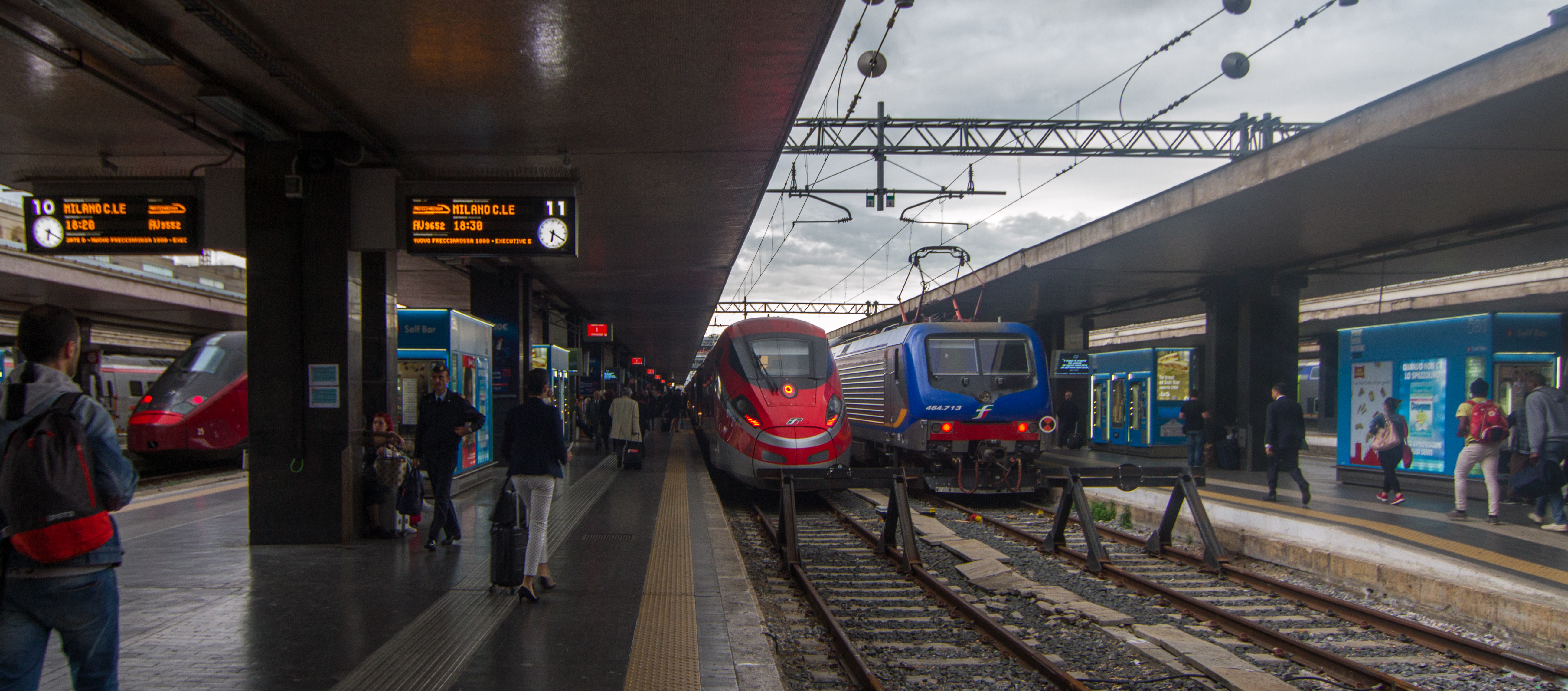
Il piano banchine